# Scoglio Colombara
Scoglio Colombara è un'isola dell'Italia sita nel mar Tirreno, in Sicilia.

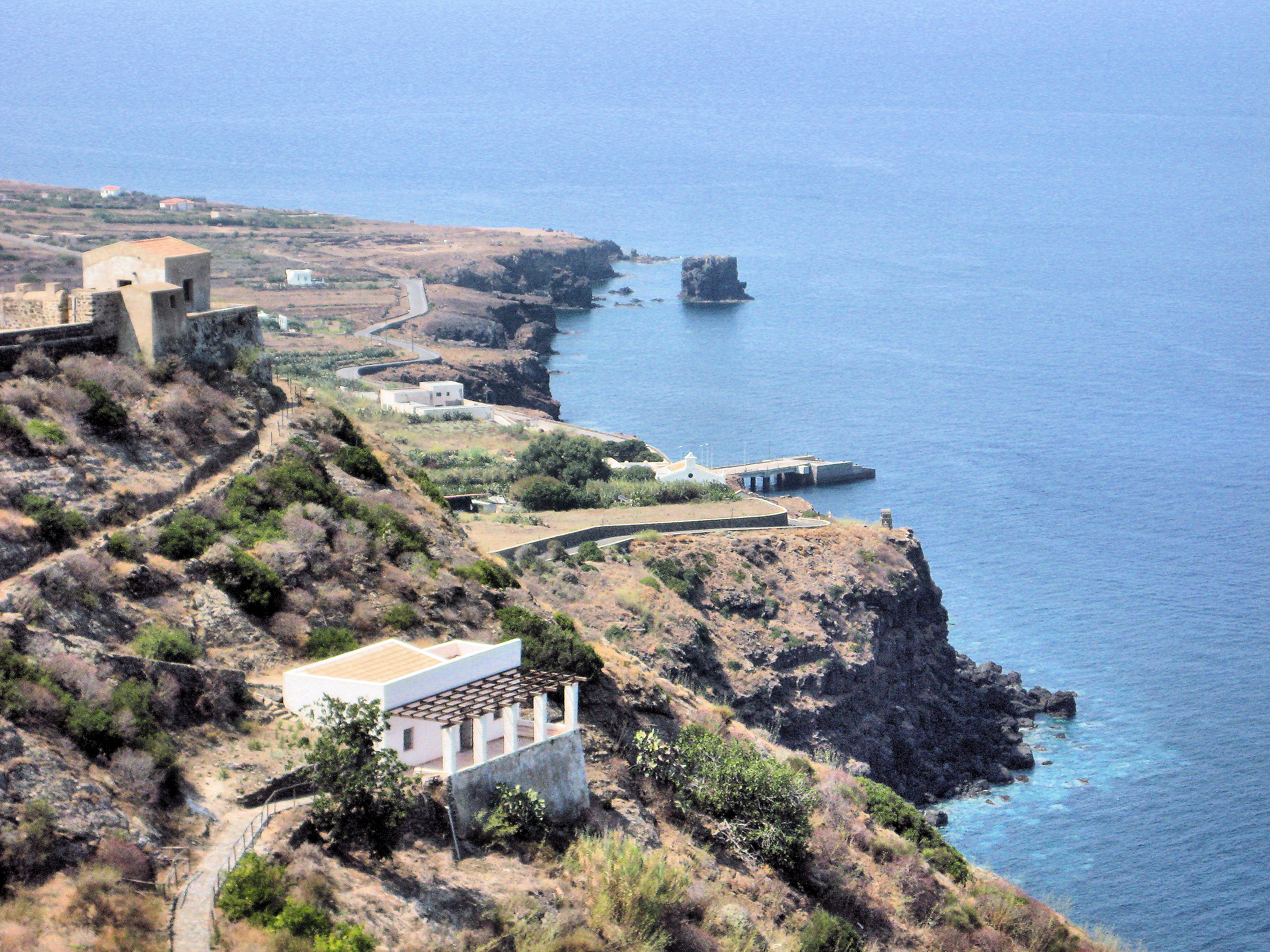
Lo scoglio Colombara e i "faraglioni"

Amministrativamente appartiene a Ustica, comune italiano della città metropolitana di Palermo.
Si trova a nord dell'isola di Ustica, nei pressi di punta Gorgo Salato. Lo scoglio, con qualche altro piccolo scoglio appena affiorante dalla superficie marina, costituisce l'insieme dei cosiddetti faraglioni di Ustica.